# Chouilly
Chouilly település Franciaországban, Marne megyében. Lakosainak száma 1062 fő (2022. január 1.). Chouilly Aÿ-Champagne, Cramant, Cuis, Épernay, Oiry és Pierry községekkel határos.

## Népesség
A település népességének változása:
| Lakosok száma | 976  | 1044 | 930  | 975  | 1024 | 1017 | 1019 | 1022 | 1035 | 1062 |
|               | 1968 | 1982 | 1990 | 2006 | 2013 | 2015 | 2017 | 2019 | 2020 | 2022 |